# المدينة (عمان)
منطقة المدينة إحدى مناطق العاصمة الأردنية عمّان والتي تتبع إداريًا للواء قصبة عمان. تقع في الجزء الأوسط من العاصمة، وتتكون من عدة أحياء أو تجمعات سكنية عديدة من أهمها وسط البلد.

## مساحتها

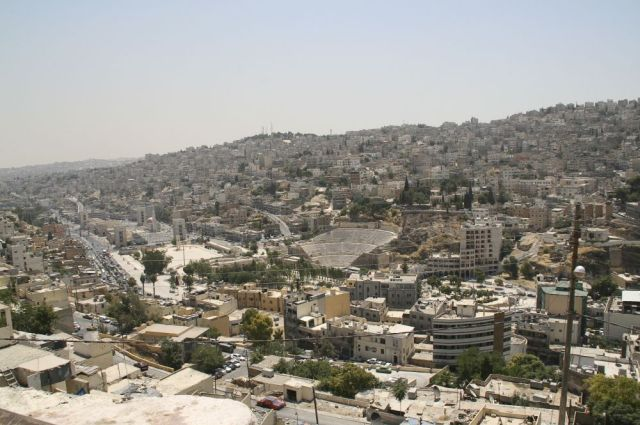
وسط البلد ضمن منطقة المدينة

مساحة السكن (1120) دونم. مساحة التجاري 1500، وتبلغ مساحتها كاملاً (3014) بنسبة (3.1 كم2) من مجموع مساحة أمانة عمان الكبرى.

## تاريخ
منطقة المدينة تعتبر بذرة مدينة عمان الحديثة، والتي بدأ الشركس المهاجرين بسكنها منذ نهاية القرن التاسع عشر قبل قدوم العرب إليها وإنشاء محطة الخط الحديدي الحجازي والتي تبعد خمسة كيلومترات فقط من وسط البلد.

## الحدود التنظيمية
تحدها تنظيمياً عدد من المناطق هي (اليرموك، النصر، بسمان، العبدلي، ماركا، زهران).